# 고이카와역 (야마나시현)
고이카와역(일본어: 小井川駅)은 일본 야마나시현 주오시에 위치한 도카이 여객철도 미노부 선의 철도역이다. 단선 승강장 1면 1선의 구조를 지닌 지상역이다.

## 이용 현황
| 연도     | 하루 평균 승차 인원 |
| 2006년도 | 158                 |
| 2007년도 | 156                 |
| 2008년도 | 172                 |
| 2009년도 | 178                 |
| 2010년도 | 173                 |
| -------- | ------------------- |

## 역 주변
- 이온 타운 야마나시추오
- 유니클로

## 역사
- 1929년 8월 15일 : 후지 미노부 철도의 고이카와 정류장으로서 개업.
- 1938년 10월 1일 : 국가가 차용. 동시에 역으로 승격.
- 1941년 5월 1일 : 국유화되어, 국철 미노부 선의 역으로 됨.
- 1987년 4월 1일 : 일본국유철도 분할 민영화에 의해, 도카이 여객철도가 승계.

## 인접 역
| 도카이 여객철도 미노부 선 | 도카이 여객철도 미노부 선 | 도카이 여객철도 미노부 선 |
| ------------------------- | ------------------------- | ------------------------- |
| 히가시하나와 후지 방면    | ■ 미노부 선               | 조에이 고후 방면          |